# Star Trek: Strange New Worlds
Star Trek: Strange New Worlds (Star Trek: Nuevos y extraños mundos en España) es una serie de televisión estadounidense creada por Akiva Goldsman, Alex Kurtzman y Jenny Lumet para el servicio de streaming Paramount+. Se estrenó el 5 de mayo de 2022 como parte del universo Star Trek expandido de Kurtzman. Es una serie derivada de Star Trek: Discovery y una precuela de Star Trek: la serie original, y sigue al capitán Christopher Pike y a la tripulación del USS Enterprise explorando nuevos mundos durante la década anterior a los eventos de La serie original.
Anson Mount, Rebecca Romijn, y Ethan Peck interpretan respectivamente a Pike, Número Uno y Spock, retomando sus papeles de Discovery. Estos personajes se introdujeron en la serie original de Star Trek, y los actores fueron elegidos para la segunda temporada de Discovery con el objetivo de ayudar a alinear esa serie con la franquicia más amplia de Star Trek. Tras una respuesta positiva de los fans, Kurtzman expresó su interés en traer de vuelta a los actores en su propia serie derivada. El desarrollo de la serie comenzó en marzo de 2020, y se ordenó oficialmente en mayo. El reparto principal, el título y el equipo creativo se confirmaron en ese momento, incluyendo a Goldsman y Henry Alonso Myers como showrunners. Jess Bush, Christina Chong, Celia Rose Gooding, Melissa Navia, Babs Olusanmokun, Bruce Horak y Martin Quinn también protagonizan. Algunos de esos actores interpretan versiones más jóvenes de personajes de la serie original. El rodaje comenzó en CBS Stages Canada en Mississauga, Ontario, en febrero de 2021. Los showrunners optaron por volver a la narración episódica de la serie original en lugar del enfoque más serializado de Discovery.
Star Trek: Strange New Worlds se estrenó en Paramount+ el 5 de mayo de 2022 y su primera temporada de 10 episodios se lanzó semanalmente hasta julio. Se lanzó una segunda temporada de junio a agosto de 2023; se está produciendo una tercera temporada cuyo lanzamiento está previsto para 2025 y se ha ordenado una cuarta temporada. En junio de 2025 fue renovada a una quinta y última temporada, con un orden más corto de 6 episodios, que comenzará a filmarse a finales de 2025. La serie recibió críticas positivas por su narración episódica y su reparto. Recibió una nominación al premio Primetime Creative Arts Emmy por edición de sonido y varios otros premios.

## Premisa
La serie sigue al capitán Christopher Pike y al USS Enterprise en el siglo 23 mientras exploran nuevos mundos en toda la galaxia en la década anterior a Star Trek: La serie original.Tiene una visión contemporánea de la narración episódica de esa serie y los diseños de la década de 1960, y presenta una narración de Mount durante los créditos iniciales similar a las narraciones iniciales de La serie original y Star Trek: The Next Generation:
El espacio, la frontera final. Estos son los viajes de la nave Enterprise. Su misión durante los próximos 5 años: explorar nuevos mundos, buscar nuevas formas de vida y nuevas civilizaciones. Debe llegar a donde nadie más ha llegado antes.

## Episodios
| Temporada | Temporada | Episodios | Episodios | Emisión original    | Emisión original     |
| Temporada | Temporada | Episodios | Episodios | Primera emisión     | Última emisión       |
| --------- | --------- | --------- | --------- | ------------------- | -------------------- |
|           | 1         | 10        | 10        | 5 de junio de 2022  | 7 de julio de 2022   |
|           | 2         | 10        | 10        | 15 de junio de 2023 | 17 de agosto de 2023 |
|           | 3         | 10        | 10        | 17 de julio de 2025 | —                    |

### Temporada 1 (2022)
| N.º en serie | N.º en temp. | Título                                 | Dirigido por         | Escrito por                                                                  | Fecha de emisión original |
| ------------ | ------------ | -------------------------------------- | -------------------- | ---------------------------------------------------------------------------- | ------------------------- |
| 1            | 1            | «Strange New Worlds»                   | Akiva Goldsman       | Historia: Akiva Goldsman & Alex Kurtzman & Jenny Lumet Guión: Akiva Goldsman | 5 de mayo de 2022         |
| 2            | 2            | «Children of the Comet»                | Maja Vrvilo          | Henry Alonso Myers & Sarah Tarkoff                                           | 12 de mayo de 2022        |
| 3            | 3            | «Ghosts of Illyria»                    | Leslie Hope          | Akela Cooper & Bill Wolkoff                                                  | 19 de mayo de 2022        |
| 4            | 4            | «Memento Mori»                         | Dan Liu              | Davy Perez & Beau DeMayo                                                     | 26 de mayo de 2022        |
| 5            | 5            | «Spock Amok»                           | Rachel Leiterman     | Henry Alonso Myers & Robin Wasserman                                         | 2 de junio de 2022        |
| 6            | 6            | «Lift Us Where Suffering Cannot Reach» | Andi Armaganian      | Robin Wasserman & Bill Wolkoff                                               | 9 de junio de 2022        |
| 7            | 7            | «The Serene Squall»                    | Sydney Freeland      | Beau DeMayo & Sarah Tarkoff                                                  | 16 de junio de 2022       |
| 8            | 8            | «The Elysian Kingdom»                  | Amanda Row           | Akela Cooper & Onitra Johnson                                                | 23 de junio de 2022       |
| 9            | 9            | «All Those Who Wander»                 | Christopher J. Byrne | Davy Perez                                                                   | 30 de junio de 2022       |
| 10           | 10           | «A Quality of Mercy»                   | Chris Fisher         | Henry Alonso Myers & Akiva Goldsman                                          | 7 de julio de 2022        |

### Temporada 2 (2023)
| N.º en serie | N.º en temp. | Título                               | Dirigido por    | Escrito por                         | Fecha de emisión original |
| ------------ | ------------ | ------------------------------------ | --------------- | ----------------------------------- | ------------------------- |
| 11           | 1            | «The Broken Circle»                  | Chris Fisher    | Henry Alonso Myers & Akiva Goldsman | 15 de junio de 2023       |
| 12           | 2            | «Ad Astra per Aspera»                | Valerie Weiss   | Dana Horgan                         | 22 de junio de 2023       |
| 13           | 3            | «Tomorrow and Tomorrow and Tomorrow» | Amanda Row      | David Reed                          | 29 de junio de 2023       |
| 14           | 4            | «Among the Lotus Eaters»             | Eduardo Sánchez | Kirsten Beyer & Davy Perez          | 6 de julio de 2023        |
| 15           | 5            | «Charades»                           | Jordan Canning  | Kathryn Lyn & Henry Alonso Myers    | 13 de julio de 2023       |
| 16           | 6            | «Lost in Translation»                | Dan Liu         | Onitra Johnson & David Reed         | 20 de julio de 2023       |
| 17           | 7            | «Those Old Scientists»               | Jonathan Frakes | Kathryn Lyn & Bill Wolkoff          | 22 de julio de 2023       |
| 18           | 8            | «Under the Cloak of War»             | Jeff W. Byrd    | Davy Perez                          | 27 de julio de 2023       |
| 19           | 9            | «Subspace Rhapsody»                  | Dermott Downs   | Dana Horgan & Bill Wolkoff          | 3 de agosto de 2023       |
| 20           | 10           | «Hegemony»                           | Maja Vrvilo     | Henry Alonso Myers                  | 10 de agosto de 2023      |

### Temporada 3 (2025)
| N.º en serie | N.º en temp. | Título                        | Dirigido por    | Escrito por                                                   | Fecha de emisión original |
| ------------ | ------------ | ----------------------------- | --------------- | ------------------------------------------------------------- | ------------------------- |
| 21           | 1            | «Hegemony, Part II»           | Chris Fisher    | Guion : Davy Perez Historia : Henry Alonso Myers & Davy Perez | 17 de julio de 2025       |
| 22           | 2            | «Wedding Bell Blues»          | Jordan Canning  | Kirsten Beyer & David Reed                                    | 17 de julio de 2025       |
| 23           | 3            | «Shuttle to Kenfori»          | Dan Liu         | Onitra Johnson & Bill Wolkoff                                 | 24 de julio de 2025       |
| 24           | 4            | «A Space Adventure Hour»      | Jonathan Frakes | Dana Horgan & Kathryn Lyn                                     | 31 de julio de 2025       |
| 25           | 5            | «Through the Lens of Time»    | Andi Armaganian | Onitra Johnson & Davy Perez                                   | 7 de agosto de 2025       |
| 26           | 6            | «The Sehlat Who Ate Its Tail» | Valerie Weiss   | David Reed & Bill Wolkoff                                     | 14 de agosto de 2025      |

## Reparto y personajes
- Anson Mount como Christopher Pike: El capitán de la USS Enterprise [3] que lucha sabiendo que sufrirá un destino horrible. Pike fue interpretado por primera vez por Jeffrey Hunter en la serie original como un "comandante brusco y autoritario" a quien Mount describió como "Pike del primer acto... un hombre muy joven [que está] muy involucrado en sí mismo". Por el contrario, el "segundo acto Pike" de Mount es confiado, colaborativo y empático. El co-showrunner Akiva Goldsman creía que se necesitaba un "enfoque más reflexivo y contemporáneo" para evitar la masculinidad tóxica de algunos capitanes anteriores de Star Trek, y Mount dijo que su Pike representaba la "verdadera masculinidad". Inspirándose en el estilo de liderazgo del propio Mount, las habitaciones de Pike incluyen una cocina donde reúne al equipo, cocina para ellos y genera consenso.[11]
- Ethan Peck como Spock: El oficial científico mitad vulcano y mitad humano a bordo de la Enterprise.[3] La serie explora la lucha de Spock por ganar aceptación entre los vulcanos, así como la complicada relación con su prometida, T'Pring.[12] El co-showrunner Henry Alonso Myers reconoció que los escritores estaban interpretando parte de la serie original de manera diferente a lo que los fanáticos habían hecho anteriormente para ampliar el papel de T'Pring en esta etapa de la vida de Spock.  Peck dijo que estaba "constantemente en contacto" con la interpretación de Spock del actor original Leonard Nimoy, pero que también quería "tener una experiencia como Spock" y no centrarse en el resultado final del personaje.[12]
- Jess Bush como Christine Chapel: La enfermera a bordo de la Enterprise.[13]Myers sintió que la interpretación del personaje en la serie original provenía de una "concepción muy diferente de las mujeres y del matrimonio y de lo que la gente haría en su trabajo" que el público moderno no esperaría, y buscó contar nuevas historias inspiradas en las fortalezas de Bush. Bush dijo que el personaje tenía una "esencia distintiva", pero también sintió que había espacio para explorar su juventud y su historia de fondo; La actriz se centró en la personalidad "seca y sarcástica" del personaje y la desarrolló en un sentido del humor para la versión más joven. La serie explora una amistad y un posible romance entre Chapel y Spock.[14]
- Christina Chong como La'An Noonien-Singh: La jefa de seguridad recién asignada del Enterprise, cuya familia fue asesinada por los Gorn, criaturas parecidas a un lagarto, cuando ella era una niña.[15][16] Chong describió al personaje como cauteloso y luchando con la culpa del sobreviviente, pero señaló que ella se abre a medida que avanza la serie y la tripulación del Enterprise se convierte en su nueva familia. Servir como jefa de seguridad le permite proteger a esa familia.[17] La'an también es descendiente Khan Noonien Singh (personaje que ha sido interpretado por Ricardo Montalbán con la tripulación original y Benedict Cumberbatch en Star Trek: En la oscuridad),[18] y ha sido discriminada por ello. Chong se relacionó con este aspecto del personaje porque fue intimidada cuando era niña por su origen étnico. Ava Cheung interpreta a la joven La'an.
- Celia Rose Gooding como Nyota Uhura: Cadete en la Enterprise especializada en lingüística.[13] A pesar del importante papel del personaje a lo largo de la franquicia Star Trek, los escritores sintieron que aún había muchas cosas desconocidas sobre ella que podían explorarse más allá de ser simplemente una oficial de la Flota Estelar.[19] Como uno de sus primeros papeles actorales en televisión, Gooding se relacionó con las experiencias de Uhura en la serie como cadete que está aprendiendo sobre el Enterprise. La actriz optó por mantener su propio cabello corto en lugar de usar una peluca a juego con las actrices anteriores de Uhura, Nichelle Nichols y Zoe Saldaña, porque sentía que ambas representaban la "feminidad negra" de su época y ella también podía hacerlo con un estilo moderno.[20]
- Babs Olusanmokun como Joseph M'Benga: El director médico de la Enterprise que en secreto intenta curar a su hija, Rukiya, de una enfermedad rara.[13][21] M'Benga no recibió un nombre en la serie original, pero se le llamó Joseph en el guion del episodio no producido "Shol".[22] Los carteles de la convención Star Trek: Mission Chicago de 2022 se referían al personaje como "Jabilo", un nombre utilizado en algunas novelas no canónicas, pero los productores pronto declararon que esto era incorrecto y el nombre Joseph finalmente se usó en la serie.[23] Olusanmokun sintió que estaba "creando algo nuevo" con su interpretación ya que M'Benga solo aparece en dos episodios de la serie original.[24]
- Melissa Navia como Erica Ortegas: La timonel del Enterprise.[13]Navia la describió como una "piloto altamente calificada [y] una veterana... puede manejar un arma y también hacer una broma". La actriz comparó a Ortegas con el personaje de Next Generation de Jonathan Frakes, William Riker, uno de sus personajes favoritos de Star Trek.[25] Navia trabajó con John Van Citters, vicepresidente de gestión de marca de Star Trek en CBS Studios, y el equipo de gráficos en movimiento de la serie, quienes crean la pantalla para el panel de control en el set de Ortega, para comprender cómo volar el Enterprise con precisión.[26] El apellido de Ortegas es una referencia al lanzamiento original de Star Trek que incluía a un navegante llamado José Ortegas.
- Bruce Horak como Hemmer (Temporada 1): Un oficial de Aenar a bordo del Enterprise. Los aenar son una subespecie albina de andorianos que generalmente se representan como ciegos, y Horak es ciego de un ojo y vista limitada en el otro.[13]Los escritores siempre tuvieron la intención de que Hemmer muriera en la primera temporada como una forma de aumentar lo que está en juego en la serie, ya que la mayoría de los personajes principales todavía están vivos en la serie original. A Horak le dijeron sobre esto cuando lo eligieron por primera vez y esperaba convertir al personaje en un "favorito de los fanáticos". Comparó el papel con el personaje de Star Wars Obi-Wan Kenobi, que actúa como mentor de la joven Uhura.[27]
- Rebecca Romijn como Una Chin-Riley / Número Uno: La primera oficial de la Enterprise y segunda al mando de Pike.[3] El personaje solo fue referido como "Número uno" en la serie original, pero se le dio el nombre Una Chin-Riley en varias novelas no canónicas de Star Trek; Strange New Worlds incorpora este nombre al canon oficial. La serie confirma que Número Uno es una ilirio, lo que el escritor de la serie original DC Fontana había establecido en la novela La gloria de Vulcano (1989), y revela que los ilirios se modifican genéticamente. Esto explica por qué Número Uno parece humano mientras que los ilirios que se ven en el episodio "Damage" de Star Trek: Enterprise no lo hacen, y también se alinea con la descripción de los ilirios que practican la "cría selectiva" en la novela Child of Two Worlds de Greg Cox. Los escritores de Strange New Worlds creían que sería interesante que Número Uno estuviera en desacuerdo con las leyes de alteración antigenética de la Flota Estelar.[28]
- Martin Quinn como Montgomery Scott (temporada 4-presente): Un ingeniero que se une a la Enterprise. [29] Quinn dijo que el personaje "no era exactamente el hacedor de milagros" por el que se le conoce en la serie original y que tiene mucho que aprender antes de llegar a ese punto. [30] Tras los controvertidos acentos escoceses utilizados para el personaje por el actor canadiense James Doohan en la serie original y el actor inglés Simon Pegg en varias películas de Star Trek, [31] los showrunners querían contratar a un actor escocés real y consideraron entre 30 y 50 actores diferentes antes de contratar a Quinn.  Decidió no hacer una imitación de Doohan,  y trabajó con los guionistas para hacer que el personaje fuera más auténticamente escocés.[32]

## Producción

### Origen
El final de primera temporada de la serie Star Trek: Discovery puso en marcha la segunda temporada presentando la USS Enterprise, la nave estelar de Star Trek: La serie original. Entonces el coshowrunner Aaron Harberts quería explorar al capitán del Enterprise Christopher Pike, sintiendo que anteriormente no se lo había visto mucho en Star Trek. Harberts estaba menos interesado en explorar a otro miembro de la tripulación del Enterprise, Spock, dadas sus numerosas apariciones durante las previas iteraciones de la franquicia, y era reacio a que un actor que no fuera Leonard Nimoy o Zachary Quinto interpretara al personaje. Sin embargo, en abril de 2018 se confirmó la inclusión de Spock en la temporada. Ese mes, se eligió a Anson Mount para interpretar a Pike, y en julio se reveló que Rebecca Romijn interpretaría al personaje de la serie original Número Uno. Tanto Mount como Romijn firmaron contratos de un año para la serie como parte de un intento de los productores de alinear más estrechamente Discovery con la continuidad más amplia de Star Trek. En agosto, se anunció que Ethan Peck interpretaría a Spock en la temporada.

### Desarrollo
En junio de 2018, tras convertirse en el único showrunner de Star Trek: Discovery, Alex Kurtzman firmó un acuerdo general de cinco años con CBS Television Studios para expandir la franquicia de Star Trek más allá de Discovery a varias series nuevas, miniseries y series de animación. Después de que se revelara que Mount dejaba Discovery al final de la segunda temporada, los fans de esa serie empezaron a pedir -incluso a través de peticiones online- que retomara el papel de Pike en una serie derivada ambientada en la Enterprise, junto a Romijn como Número Uno y Peck como Spock. Tanto Mount como Peck respondieron positivamente a la idea, aunque Mount dijo que su regreso implicaría «un montón de conversaciones creativas». Kurtzman también expresó su interés en la idea, diciendo: «Los fans han sido escuchados. Todo es posible en el mundo de Trek. Nada me gustaría más que traer de vuelta a esa tripulación».
En la San Diego Comic-Con de 2019, Kurtzman anunció que la segunda temporada de la serie complementaria Star Trek: Short Treks incluiría tres cortos protagonizados por los actores de la Enterprise. Dijo que era una forma de traer de vuelta a esos personajes y actores después de que Discovery saltara al futuro para su tercera temporada, pero que esto no impediría que se hiciera una serie derivada con el reparto de la Enterprise. En enero de 2020, Kurtzman dijo que habían comenzado las charlas con los actores respecto a una serie derivada, y que habían estado «lanzando ideas en una y otra dirección» con Akiva Goldsman, que ya se desempeñó como productor ejecutivo en otras series de Star Trek. Kurtzman dijo que preferiría que una potencial serie derivada protagonizada por el elenco de la Enterprise fuera una serie continua en lugar de una miniserie, y dijo que permitiría explorar los siete años transcurridos entre la segunda temporada de Discovery y el accidente que hiere gravemente a Pike en La serie original. Kurtzman pronto declaró que había dos series de Star Trek no anunciadas en desarrollo para CBS All Access, y en marzo se informó que la serie derivada era una de ellas.
CBS All Access ordenó oficialmente Star Trek: Strange New Worlds en formato de serie en mayo de 2020, con Mount, Romijn y Peck confirmados para retomar sus papeles. También se confirmó que Kurtzman y Goldsman serán los productores ejecutivos junto a su compañera de Star Trek Jenny Lumet, Henry Alonso Myers, Heather Kadin de la productora de Kurtzman Secret Hideout, y Rod Roddenberry (el hijo del creador de Star Trek, Gene Roddenberry) y Trevor Roth de Roddenberry Entertainment. Se nombró a Aaron Baiers, Akela Cooper y Davy Perez coproductores ejecutivos. Goldsman escribió el guion del primer episodio de la serie, basado en una historia que escribió con Kurtzman y Lumet, y se lo nombró showrunner junto a Myers. Goldsman además seguiría como productor ejecutivo de Star Trek: Picard. Myers bromeó diciendo que "La jaula" (1965), el primer episodio piloto de La serie original que protagonizan los mismos personajes principales, podría considerarse también el piloto de Strange New Worlds, volviendo la serie en «la decisión más larga de la historia de la televisión de convertir un piloto en serie». En septiembre de 2020, ViacomCBS anunció que CBS All Access crecería y pasaría a llamarse Paramount+ en marzo de 2021.

### Guion
Goldsman tenía escrito el primer episodio en el momento en que se realizó el anuncio oficial de la serie en mayo de 2020, y dijo que la serie sería más optimista y episódica que Discovery y Picard, un estilo más cercano a la serie original. Señaló que la serie seguiría aprovechando la narración serializada para desarrollar los arcos de los personajes.
En julio ya estaba en marcha una sala de guionistas para la serie, con historias divididas en 10 episodios a finales de ese mes. En agosto, Kurtzman dijo que «pudimos avanzar bastante con los guiones» para la serie debido a que la pandemia de COVID-19 impidió el inicio de la producción. Consideró que el público, al ver a los personajes de Discovery, había respondido a su «implacable optimismo», y dijo que la serie derivada exploraría cómo Pike sigue siendo un líder optimista a pesar de conocer su trágico futuro durante la segunda temporada de Discovery. Myers profundizó en el enfoque de la serie en cuanto a la narración por episodios, explicando que los guionistas querían «aportar una sensibilidad de carácter moderna» a «Star Trek del modo en que siempre se contaron las historias de Star Trek. Se trata de una nave que viaja a nuevos y extraños mundos, y vamos a contar grandes aventuras de ciencia ficción en forma episódica. Así que tenemos espacio para conocer a nuevos alienígenas, ver nuevas naves, visitar nuevas culturas».

### Casting
Anson Mount, Rebecca Romijn y Ethan Peck retoman sus respectivos papeles de Star Trek: Discovery en la serie derivada. Sus personajes fueron interpretados por primera vez en "La jaula", protagonizada por Jeffrey Hunter como Pike, Leonard Nimoy como Spock y Majel Barrett como Número Uno. Peck dijo que los personajes evolucionarán en Strange New Worlds respecto de sus apariciones en Discovery, para acercarse más a sus encarnaciones originales, lo que describió como un «desafío completamente nuevo». Perez describió a Pike y a Número Uno como las «figuras paternas» de la Enterprise, en particular para Spock, ya que «no es el sabio y viejo Spock de La serie original, aún [está] descubriéndose a sí mismo».
En marzo de 2021 Paramount+ presentó a los cinco nuevos actores que estarían presentes en la serie: Babs Olusanmokun, Christina Chong, Celia Rose Gooding, Jess Bush y Melissa Navia. El 8 de septiembre del mismo año, se reveló que interpretarán al Dr. M'Benga, La'an Noonien-Singh, la cadete Nyota Uhura, la enfermera Christine Chapel y la teniente Erica Ortegas, respectivamente. También se indicó que Bruce Horak interpretará al andoriano Hemmer.
En julio de 2021 se reveló que Gia Sandhu estaría también en la serie, en el papel de T'Pring, la mujer de Spock.

### Diseño
El trabajo de diseño para la serie comenzó en agosto de 2020, y Myers dijo que la producción había estado buscando formas de mantener la continuidad con las series anteriores de Star Trek. Explicó que querían «mantener algunos de los increíbles elementos de diseño de los años sesenta que se incorporaron en [La serie original al tiempo que] los actualizaban para un público moderno».

### Rodaje
Con el anuncio de la serie en mayo de 2020, Goldsman dijo que no estaba seguro de cuándo comenzaría la producción de la serie debido a la pandemia de COVID-19, pero el 12 de agosto Kurtzman declaró que el rodaje de la serie tendría lugar en 2021. La preproducción de la serie comenzó el 24 de agosto de 2020, y el rodaje comenzó el 18 de febrero de 2021, en CBS Stages Canada en Mississauga, Ontario, bajo el título provisional de Lily and Isaac.
En octubre de 2020, Kurtzman dijo que el rodaje de la serie sería una «operación sistematizada y militarizada» debido a la pandemia, algo que el equipo ya había experimentado antes puesto que ese enfoque se había utilizado en Discovery. Detalló que el rodaje funcionaría en «burbujas» para minimizar la posible propagación del virus, y añadió que, debido a los retrasos por la pandemia, la serie se comenzaría a rodar con más guiones terminados de lo que es habitual en Star Trek. La CBS construyó un video wall para permitir la producción virtual de la serie, algo que también se hizo para la cuarta temporada de Discovery, basándose en la tecnología desarrollada para la serie The Mandalorian.
La primera temporada de la serie terminó el rodaje a finales de julio de 2021. Jonathan Frakes dirigirá para la serie.

### Música
Jeff Russo, compositor de Star Trek: Discovery y Star Trek: Picard, había hablado en diciembre de 2020 con Kurtzman sobre Strange New Worlds, incluso de cómo «debería tratarse musicalmente». Sin embargo, en ese momento aún no se había determinado si Russo participaría en la composición de la partitura de la nueva serie. Finalmente, Russo se ocupó de componer el tema de los créditos iniciales, inspirado en el title teme original de Alexander Courage, mientras que la compositora Nami Melumad sería la elegida para componer la banda sonora del grueso de los episodios de la ficción.  Melumad ya había colaborado en Star Trek: Short Treks, convirtiéndose en la primera mujer de la historia en componer música para Star Trek. Lakeshore Records lanzó digitalmente un álbum de la banda sonora de la primera temporada el 28 de abril de 2023.

## Marketing
Kurtzman promocionó la serie durante un panel virtual de "Universo Star Trek" para la convención Comic-Con@Home en julio de 2020. El panel también incluyó una mesa de lectura del primer acto del final de la segunda temporada de Discovery, en la que participaron Mount, Romijn y Peck. Después de la mesa de lectura, los actores se burlaron de los detalles de Strange New Worlds. El 8 de septiembre de 2020, CBS All Access transmitió un evento de 24 horas en forma gratuita para celebrar el 54.º aniversario del día en que se estrenó La serie original. El evento incluyó un maratón de episodios de toda la franquicia de Star Trek, con una pausa durante el día para una serie de paneles sobre diferentes series de la franquicia. Entre ellos se encontró el primer panel oficial de Strange New Worlds, en el que Mount, Romijn, Peck, Goldsman, Myers, Cooper y Pérez hablaron sobre la serie y su enfoque para desarrollarla. En febrero de 2021, Mount y Peck aparecieron en una campaña de marketing para el Super Bowl LV donde se anunciaba el renovado servicio de streaming Paramount+.

## Lanzamiento
Star Trek: Strange New Worlds se estrenó en el servicio de streaming Paramount+ en Estados Unidos el 5 de mayo de 2022. Fue lanzado en Canadá por Bell Media (transmitido por CTV Sci-Fi Channel antes de transmitirse en Crave), en Nueva Zelanda en TVNZ, en India en Voot,  y en otros países cuando Paramount+ o SkyShowtime (una combinación de Paramount+ y Peacock para parte de Europa) estuvieron disponibles allí. La segunda temporada se estrenó el 15 de junio de 2023.Las temporadas completas salieron a la venta en formato blu-ray; la primera el 21 de marzo y la segunda el 5 de diciembre de 2023.

## Recepción

### Audiencia
Parrot Analytics determina las "expresiones de demanda" de la audiencia basándose en varias fuentes de datos, y la compañía calculó que Strange New Worlds fue la quinta serie de streaming más demandada de EE. UU. en mayo de 2022, con 30,9 veces más demanda que la serie promedio. La única otra serie de Paramount+ en la lista de ese mes fue la segunda temporada de Picard (en el puesto 9). En agosto de 2022, Paramount+ dijo Strange New Worlds fue la serie original de Star Trek más vista en el servicio durante sus primeros 90 días, y la segunda serie original más vista en general para el servicio en el Reino Unido.

### Respuesta de la crítica
Star Trek: Strange New Worlds tiene un índice de aprobación del 98% en el sitio web agregador de reseñas Rotten Tomatoes, mientras que Metacritic, que utiliza un promedio ponderado, ha asignado una puntuación de 80 sobre 100 basándose en reseñas de 25 críticos, lo que indica críticas "generalmente favorables".
Para la primera temporada, Rotten Tomatoes reportó un 99% de aprobación con una calificación promedio de 8.10/10 basada en 84 reseñas. El consenso crítico del sitio web dice: "Strange New Worlds recorre un territorio familiar con un efecto refrescante, su estructura episódica y su reparto conmovedor recuperan la sensación de descubrimiento ilimitado que definió las raíces de la franquicia". Metacritic asignó una puntuación de 76 sobre 100 basándose en 14 reseñas, lo que indica reseñas "generalmente favorables".
Rotten Tomatoes reportó un 97% de aprobación para la segunda temporada con una calificación promedio de 8,45/10 basada en 98 reseñas. El consenso crítico del sitio web dice: "La magnífica segunda temporada de Strange New Worlds, yendo audazmente hacia donde ha ido antes esta sagrada franquicia con una ejecución efervescente, continúa recuperando el clásico Trek con entusiasmo moderno". Metacritic asignó una puntuación de 88 sobre 100 basándose en 11 reseñas, lo que indica "aclamación universal".